# Скамардела (Бари)
Скамардела (итал. Scamardella) је насеље у Италији у округу Бари, региону Апулија.
Према процени из 2011. у насељу је живело 176 становника. Насеље се налази на надморској висини од 278 м.